# Calificación crediticia
Un puntaje crediticio (en inglés, credit score) es una expresión numérica basada en un análisis de nivel de los registros crediticios de una persona, para representar la solvencia de un individuo. Una calificación crediticia se basa principalmente en un informe crediticio, que generalmente se obtiene de las agencias de crédito.
Los prestamistas, como los bancos y las compañías de tarjetas de crédito, utilizan estos puntajes crediticios para evaluar el riesgo potencial que representa prestar dinero a los consumidores y para mitigar las pérdidas debidas a deudas incobrables. Es decir, los utilizan para determinar quién califica para un préstamo, a qué tasa de interés y qué límites de crédito. También utilizan puntajes crediticios para determinar qué clientes tienen probabilidades de generar mayores ingresos.
La calificación crediticia no se limita a los bancos. Otras organizaciones, como compañías de telefonía móvil, compañías de seguros, propietarios y departamentos gubernamentales, emplean las mismas técnicas. Las empresas financieras digitales, como los prestamistas en línea, también utilizan fuentes de datos alternativas para calcular la solvencia de los prestatarios.

## Por país

### Alemania
En Alemania, la calificación crediticia es ampliamente aceptada como el método principal para evaluar la solvencia. La calificación crediticia se utiliza no solo para determinar si se debe aprobar el crédito a un solicitante, sino también para la calificación crediticia en el establecimiento de límites de crédito en tarjetas de crédito o tiendas; en modelos de comportamiento como la calificación de cobros y también en la preaprobación de créditos.
Los consumidores tienen derecho a recibir una copia gratuita de todos los datos gestionados por las agencias de crédito una vez al año. Actualmente, Schufa, el principal proveedor de datos sobre expedientes crediticios, proporciona puntuaciones a aproximadamente tres cuartas partes de la población alemana.

### Australia
En Australia, la calificación crediticia es ampliamente aceptada como el método principal para evaluar la solvencia. Se utiliza no solo para determinar si se debe aprobar el crédito a un solicitante, sino también para el establecimiento de límites de crédito, en tarjetas de crédito o de tiendas, en modelos de comportamiento como la calificación de cobros y en la preaprobación de créditos.
Aunque el modelado de probabilidad logística (o no lineal) sigue siendo el medio más popular para determinar la puntuación (scorecards), varios otros métodos ofrecen alternativas muy válidas, como ser MARS, CART, CHAID y random forest.

### Brasil
La calificación crediticia es relativamente nueva en Brasil. Anteriormente, los informes crediticios se realizaban como una lista negra y cada prestamista evaluaba a los prestatarios potenciales según sus propios criterios. Hoy en día, el sistema de informes y puntajes crediticios en Brasil es muy similar al de Estados Unidos.
Un puntaje crediticio es un número basado en un análisis estadístico de la información crediticia de una persona, que representa la solvencia de esa persona. Es la herramienta más importante utilizada por las instituciones financieras durante un análisis crediticio. Tiene como objetivo ayudar en el proceso de toma de decisiones de otorgamiento de crédito y realización de negocios, con el fin de verificar la probabilidad de que las personas paguen sus facturas. Se basa principalmente en la información provista por el informe crediticio, generalmente de una de las tres principales agencias de crédito: Serasa Experian, Boa Vista (anteriormente Equifax do Brasil ) y SPC Brasil .[cita requerida]
Existen diferentes métodos para calcular las calificaciones crediticias. En general, las puntuaciones van de 0 a 1000, lo que indica cuál es la probabilidad de que un determinado perfil de consumidores pague sus facturas a tiempo en los próximos 12 meses. El puntaje se calcula a partir de varios factores, pero en la práctica analiza la trayectoria de una persona como consumidor, lo que incluye pagos de facturas al día, historial de deudas negativas, relaciones financieras con empresas y datos personales actualizados en agencias de protección crediticia, como Serasa Experian., Boa Vista, SPC, Quod y Foregon.

### China
Las empresas privadas han desarrollado sistemas de calificación crediticia como ser Tencent Credit, o Crédito Zhima, también llamado Crédito Sesame, proporcionado por Ant Financial, filial de Alibaba.

### Dinamarca
La calificación crediticia es ampliamente utilizada en Dinamarca, tanto por los bancos como por empresas privadas, mayormente de telecomunicaciones.
La calificación crediticia se divide en dos:
- Particular: La probabilidad de impago. En este caso el cálculo lo realiza el acreedor
- Empresas: La probabilidad de quiebra. El cálculo es realizado por el acreedor o un tercero. Una puntuación de crédito empresarial es una representación directa de la solvencia de una empresa.

Hay algunas empresas que se han especializado en el desarrollo de puntuación de crédito en Dinamarca, como ser Experian y Bisnode.:
El puntaje de crédito en Dinamarca se basan principalmente en la información proporcionada por el solicitante y en datos disponibles públicamente. Está muy restringido por la legislación en comparación con sus países vecinos.[cita requerida]

### Estados Unidos
En Estados Unidos, la puntuación crediticia es un número basado en el análisis estadístico de los registros crediticios de una persona, que en teoría representa su solvencia, la probabilidad de que pague sus cuentas. Un puntaje crediticio se basa principalmente en la información del informe crediticio (credit report), generalmente de una de las tres principales agencias de crédito⁣: Experian, TransUnion y Equifax . Las principales agencias de crédito no tienen en cuenta el historial de ingresos y empleo (o la falta de ellos) al calcular las puntuaciones crediticias.
Existen diferentes métodos para calcular las puntuaciones de crédito. Los puntajes FICO, el tipo de puntaje crediticio más utilizado, es un puntaje crediticio desarrollado por FICO, anteriormente conocida como Fair Isaac Corporation . En 2018, se utilizaban 29 versiones diferentes de puntajes FICO en los Estados Unidos. Algunas de estas versiones son puntajes "específicos de la industria", es decir, puntajes producidos para segmentos de mercado particulares, incluidos los préstamos para automóviles y los préstamos con tarjetas bancarias (tarjetas de crédito). Los puntajes FICO específicos de la industria generados para préstamos automotrices se formulan de manera diferente a los puntajes FICO generados para préstamos con tarjetas bancarias. Casi todos los consumidores tendrán diferentes puntajes FICO dependiendo del tipo de puntaje FICO que solicite el prestamista; por ejemplo, un consumidor con varios préstamos para automóviles pagados en su totalidad pero sin un historial de pagos con tarjeta de crédito generalmente obtendrá una mejor puntuación en una puntuación FICO mejorada para automóviles que en una puntuación FICO mejorada para tarjetas bancarias. FICO también produce varias puntuaciones de "propósito general" que no están adaptadas a ninguna industria en particular. Los puntajes FICO específicos de la industria varían de 250 a 900, mientras que los puntajes de propósito general varían de 300 a 850.

### Irlanda
En Irlanda, la puntuación crediticia de una persona la calcula la Oficina de Crédito Irlandesa (ICB), una organización privada, financiada por sus miembros (instituciones financieras y autoridades locales). Una persona que solicita un préstamo debe dar su consentimiento para que sus datos sean comunicados al ICB. Una persona puede recibir su propio informe crediticio pagando una tarifa de 6 € al ICB. Los puntajes de crédito van desde 224 (el peor valor) hasta 581 (el mejor valor).
También existe un Registro Central de Crédito (CCR) independiente mantenido por el Banco Central de Irlanda, fundado en 2017 según los términos de la Ley de Información Crediticia de 2013. El prestamista debe comprobar el CCR si una persona pide prestado más de 2.000 €, y también puede comprobarlo si el préstamo es inferior; No se requiere el consentimiento del prestatario.
La información se elimina de ambos registros (ICB y CCR) cinco años después del pago del préstamo.

### Noruega
En Noruega, los servicios de calificación crediticia los proporcionan tres agencias de calificación crediticia: Dun & Bradstreet, Experian y Lindorff Decision. La calificación crediticia se basa en información disponible públicamente, como datos demográficos, declaraciones de impuestos, ingresos imponibles y cualquier Betalingsanmerkning (registros de falta de pago) que pueda registrarse sobre la persona calificada. Al recibir la calificación, una persona recibirá un aviso (por escrito o por correo electrónico) de la agencia de calificación indicando quién realizó la calificación crediticia, así como cualquier información proporcionada en la calificación. Además, muchas instituciones de crédito utilizan una puntuación personalizada, basada en una serie de parámetros. Los puntajes de crédito oscilan entre 300 y 999.[cita requerida]